# EO Kinderkrant
EO Kinderkrant, ook wel kortweg genoemd De Kinderkrant, was een kinderprogramma van de Evangelische Omroep dat uitgezonden werd tussen 5 oktober 1972 en 25 september 1993. Gedurende al die tijd bleef de opzet van het programma, in tegenstelling tot kinderprogramma's van andere omroepen, vrijwel ongewijzigd. Het programma werd soms door 300.000 kijkers, jong en oud, bekeken en trok ook veel bekijks onder de seculiere media, die er soms waarderend, maar soms ook negatief over schreven en spraken. 

## Doel en uitvoering
Het hoofddoel was om in eenvoudige bewoordingen het evangelie uit te leggen aan kinderen en hoe ze moesten omgaan met dagelijkse situaties en vragen over het evangelie.
Het werd bedacht en geregisseerd door Dick Baarsen die destijds hoofd van de kinderprogramma's van de EO was. Medewerkers waren o.a. Jan van den Bosch en liedjesschrijver Harry Govers. De presentatoren waren Lanny van Rhee-Tan (1973-1987) en Wim de Knijff (1972-1988), beiden afkomstig uit het onderwijs. Na deze twee bekendste presentatoren waren Yvonne Sprunken-Versteegh (1988-1993), Hans van Dalen (1990) en Harry Nijhof (1990-1993, als 'Simon de technicus') de gezichten van het programma. De doelgroep was kinderen tot ongeveer 12 jaar.

## Onderdelen
Vaste onderdelen waren: de vragenrubriek waarin brieven van kijkers werden beantwoord, Flapuit waarin kinderen hun eigen verhaal kwijt konden, een knutselgrapje, natuurkundige proeven, aansprekende gebeurtenissen uit de kerkgeschiedenis en verhalen uit de Bijbel voor kinderen naverteld, een of meerdere liedjes met in de studio aanwezige kinderen samen gezongen en een puzzel die de kijkers konden oplossen. Wie een goede oplossing inzond ontving een christelijk kinderboekje van onder anderen W.G. van de Hulst en Else Vlug en later een Krant van Bas. Baarsen verzon en tekende de figuren Bas en Barbara: "twee in ‘soepjurken’ gehulde stripfiguren met kogelronde hoofden en grote knipperogen, die samen allerlei dingen beleefden." Verdere, meer tijdelijke, onderdelen van de Kinderkrant waren de marionettenserie 'Manneke en Kanneke', 'Hoe heet die vogel?' met tekenaar Henk Slijper, de poppenreeks 'Daan Daalder en zijn buren', de getekende serie 'Job en zijn Pa' waarin het jongetje Job zijn vader allerlei vragen stelt en de tekenfilmanimatie 'Davey en Bruno'.